# Evermannichthys bicolor
Evermannichthys bicolor é uma espécie de peixe da família Gobiidae e da ordem Perciformes.

## Habitat
É um peixe marítimo, de clima tropical e demersal que vive entre 27-30 m de profundidade.

## Distribuição geográfica
É encontrado no Oceano Atlântico ocidental central: ilha de Navassa.

## Observações
É inofensivo para os humanos.